# 朱永清
朱永清（1943年—），湖北随州人，中国人民解放军将领、中国人民解放军中将。
1997年，接替郭玉祥，担任成都军区空军政治委员。2000年，接替王吉连，担任广州军区空军政治委员。2006年，由王玉发接任。1999年，授中国人民解放军中将军衔。
2008年，当选第十一届全国政协委员，代表特别邀请人士，分入第五十六组。